# Pete Turner
Pour les articles homonymes, voir Turner.
Pete Turner, né le 30 mai 1934 à Albany, NY, et mort le 18 septembre 2017 à Long Island, NY, est un photographe américain.
Il est connu pour être l'un des premiers maîtres de la photographie en couleurs.